# Filippo Terzi

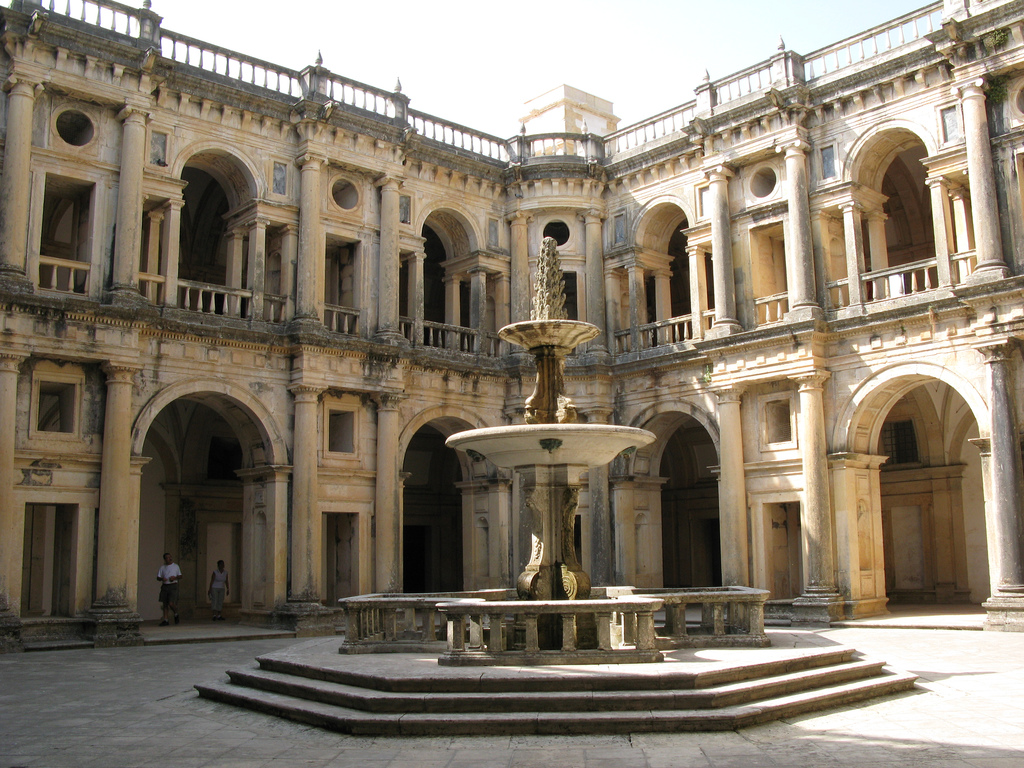
Claustro de Juan III, Lisboa, rehecho y terminado por Terzi.

Filippo Terzi (nacido en Bolonia en 1520 y fallecido en Setúbal en 1597) fue un arquitecto e ingeniero italiano. Con Tiburzio Spannocchi fue el más célebre arquitecto e ingeniero militar activo en la península ibérica durante el reino de Felipe II.

## Biografía

### Italia
Nacido en Bolonia, se transfirió a Pésaro con su familia desde temprana edad. En la ciudad adriática, ya entonces capital del Ducado de Urbino, Terzi estudió arquitectura y se dio a conocer y apreciar por el maestro Girolamo Genga, que lo llamó a colaborar con su hijo Bernardo en la reconstrucción de Villa Miralfiore. Todavía en Pésaro, Terzi trabajó también en el proyecto de la Cavallerizza (un tiempo establos ducales, luego transformados en teatro), los interiores de algunas iglesias y las ampliaciones de lo que hoy se conoce como Palacio Baviera. Terzi trabajó también en otros centros del ducado, como Fossombrone, donde proyectó el palacio comunal, Fano (iglesia de la Virgen de la Gracia) y Orciano (campanario). Gran resonancia tuvo también la rehechura integral y la nueva configuración del centro urbano de Barchi, considerado como su obra maestra italiana y que abrió a Terzi las puertas de Roma y de la corte pontificia desde 1576.

### Portugal
La estadía en Roma del arquitecto fue breve: en abril del año siguiente se trasladó a Lisboa, por invitación del rey Sebastián I que lo acompañó en la expedición a África que concluyó con el desastre de Alcazarquivir, en el cual el soberano encontró la muerte y Terzi fue hecho prisionero. Tras volver a Lisboa y haber pagado el rescate para su libertad, fue uno de los arquitectos de confianza de Felipe II, que apenas había heredado la corona lusitana (1580), uniendo dinásticamente a toda la península ibérica. En una visita que realizó a Portugal en 1582, el rey quiso conocer personalmente a Terzi y le confió primero los trabajos de reestructuración y ampliación de las fortificaciones de la plazafuerte de Setúbal, luego las obras del claustro principal (conocido como Claustro de D. João III) del Convento de Cristo en Tomar. 
En 1590, Felipe II nombró a Terzi superintendente general de todo el patrimonio inmueble de propiedad de la Corona y de todos los edificios, en construcción o proyecto, que pertenecieran al Estado portugués. Al arquitecto se le confió también la creación y la dirección de una escuela de arquitectura e ingeniería militar con sede primero en Lisboa, luego en la ciudad universitaria de Coímbra. Entre otras obras proyectadas y realizadas por Terzi en aquellos años se puede mencionar la iglesia de san Roque, en Lisboa, el Forte do Pessegueiro (en Sines) y el de Santiago de Barra (en Viana do Castelo). Murió en 1597, mientras estaba dirigiendo los trabajos de construcción del Forte de Sao Filipe, en la ciudad de Setúbal.

## Principales obras

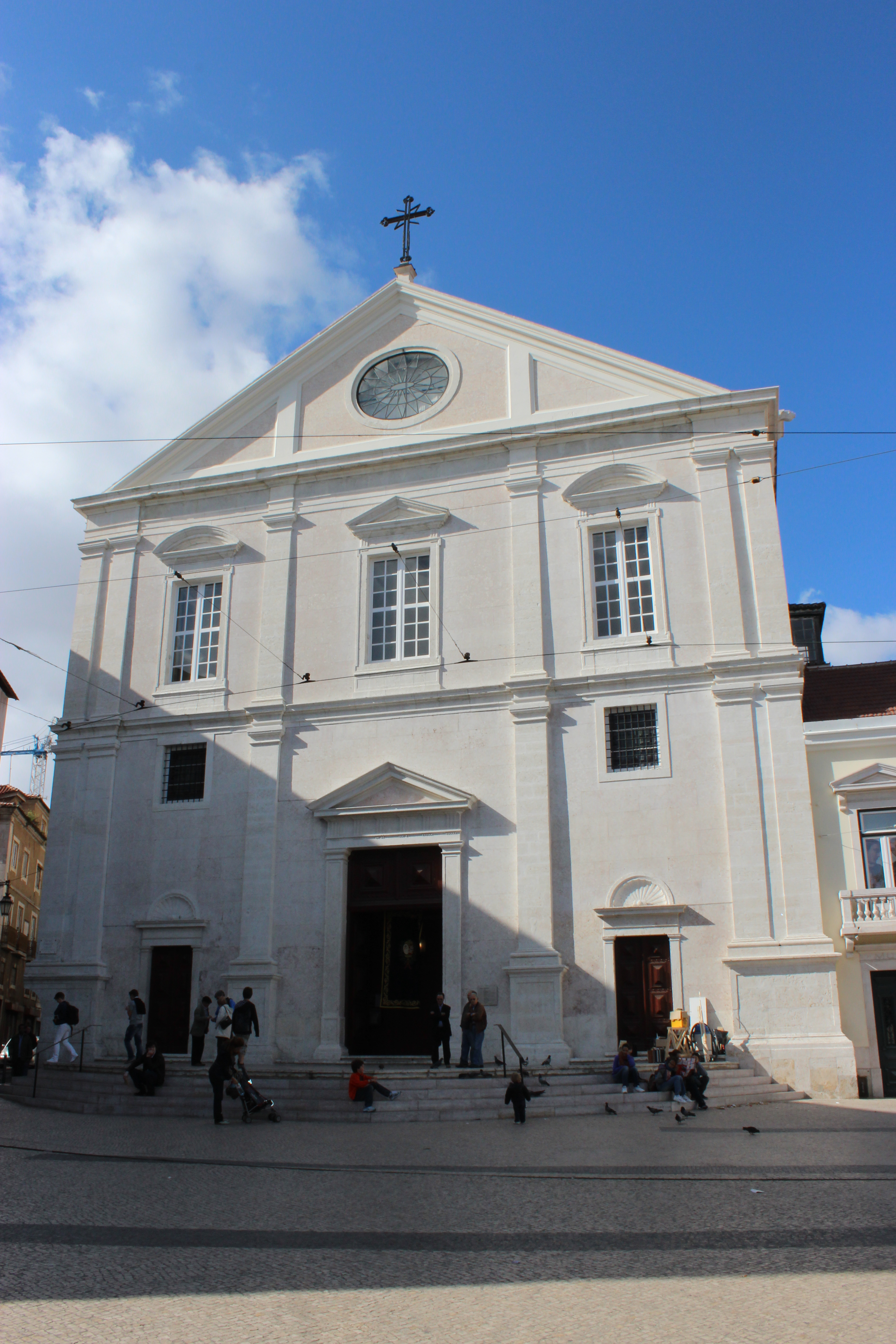
Iglesia de san Roque, proyectada por Filippo Terzi.

La actividad profesional de Terzi puede subdividirse en dos grandes períodos: el italiano y el portugués. El primero se caracteriza por proyectos y realizaciones de carácter casi exclusivamente residencial, civil y religioso, en el segundo prevalecen los relacionados con la arquitectura e ingeniería militar. Entre sus obras más significativas se cuentan:
- Centro urbano de Barchi, que, por querer de Guidobaldo II della Rovere, fue completamente rediseñado por Terzi, quien tuvo la feliz intuición de cerrarlo completamente dentro del castillo, anexado poco antes al Ducado de Urbino.
- Convento de Cristo, cuyo claustro principal, conocido como Claustro de Joao III, fue concluido por Terzi, quien impuso muchas modificaciones y reestructuraciones al cuerpo original, iniciado por Diego de Torralva. El claustro, situado dentro de lo que fuera un antiguo monasterio-fortaleza templario, es considerado como una obra maestra del tardo renacimiento portugués.
- Iglesia de San Vicente de Fora en Lisboa. Concluida tras la muerte de Terzi, con elegantes formas renacimentales.
- Forte do Pessegueiro, fortaleza situada en una isla cerca de Sines. Terzi quiso unirla al continente con un terraplén. Se ocupó de las obras hasta 1590, cuando fue llamado a cubrir el cargo de superintendente general de Felipe II. Obligado a volver a Lisboa confió la conclusión de los trabajos al arquitecto e ingeniero napolitano Alessandro Massai.
- Forte de Santiago da Barra, fortificación de planta pentagonal, casi completamente rehecha por Filippo Terzi. Situada en las cercanías de la ciudad de Viana do Castelo.
- Iglesia de san Roque, construcción repetidamente interrumpida desde antes que Terzi asumiera la dirección de los trabajos, que fueron completados en los años noventa del siglo XVI.
- Fuerte de San Felipe de Setúbal, proyectado por Terzi, fue completado tras la muerte del arquitecto.